# فجر ۳ (راکت توپخانه‌ای)
فجر-۳ نام ایرانی راکت‌انداز چندگانه توپخانه‌ای کالیبر ۲۴۰ میلی‌متری است. اینراکت انداز ریشه کره شمالی دارد و در آنجا با نام راکت‌انداز ام ۱۹۸۵ شناخته می شود.
این راکت‌انداز که از ۱۲ پرتابگر تشکیل می‌شود بر روی کامیون‌های مرسدس بنز و ایسوزو سوار گشته و وزن کل سیستم ۱۵ تن است. وزن هر یک از راکت‌ها ۴۰۷ کیلوگرم است که ۴۵ کیلوگرم آن کلاهک حاوی ماده انفجاری است. طول راکت ۵ متر و ۲۰ سانتی‌متر و طول پرتابگر ۱۰٫۴۵ متر است.

## تاریخچه
ایران پیش از تولید بومی این راکت‌انداز، در سال ۱۹۸۰ میلادی ۱۰۰ عراده از این راکت را از کره شمالی خریداری و به ایران وارد کرد.
تولید این راکت در مارس سال ۱۹۹۰ توسط صنایع شهید باقری  آغاز شده‌است.
تولید انبوه با ساخت تعداد معدود فجر-۳اس در تاریخ ۶ نوامبر ۱۹۹۶ تکمیل شد.

## مشخصات فنی
برد این راکت را 43 کیلومتر و کالیبر آن را 240 میلیمتر گزارش کرده‌اند. گفته شده است که وزن راکت 407 کیلومتر و وزن سرجنگی آن 85 کیلوگرم است. حداکثر سرعت این راکت 930 متر بر ثانیه و طول راکت 5.2 متر است. ماموریت این راکت زمین به زمین است. این راکت، تک مرحله‌ای با سوخت جامد است و در انتهای آن چهار بالک وجود دارد. کلاهک این راکت،‌ قابل انفجار به صورت ترکشی است.
در‌نسخه‌ بروز شده این راکت‌ها ادعا شده است که راکت‌های فجر 3 و 5 با تجهیز به سامانه‌های مخابراتی امکان شبکه شدن با هم و عملکردن به صورت یک آتشبار را دارند.
فجر-۳ دارای کالیبر، برد و وزن کلاهک مشابه سه سیستم شناخته شده کره شمالی است. راکت فجر-۵ ۳۳۳ میلی‌متری دارای بردی در حدود ۷۵-۸۰ کیلومتر است.
لانچرهای این فجر-۳ دارای ۱۲ راکت (تیوب) است. این لانچر اگر به هر ۱۲ راکت مجهز بشود،‌ وزنی معادل ۱۹.۹ تن پیدا خواهد کرد. در نمایشگاه ۴۰ سالگی جمهوری اسلامی، از لانچر ۶ تایی این راکت رونمایی شد که همزمان ۶ راکت فجر ۳ و ۶ راکت فجر ۵ را شلیک می کند.

## کاربردها
از این راکت به عنوان ستون راکتی ایران یاد میشود.همچنین ممکن است این راکت‌ها تحت عنوان خیبر-۱ به نیروهای شبه نظامی حزب‌الله لبنان عرضه شده باشد و از اینرو امکان دارد در مواقعی در جنگ اسرائیل و لبنان (۲۰۰۶) مورد استفاده قرار گرفته باشد.

## بکارگیرنده‌ها
- ایران[۶][۷]
  -  ارتش جمهوری اسلامی ایران
  -  سپاه پاسداران جمهوری اسلامی ایران[۸]
- حزب‌الله لبنان[۹][۱۰]
- سوریه[۱۱]
- حماس[۱۲][۱۰]